# BelAZ (Radsportteam)
Das Team BelAZ ist ein belarusisches Radsportteam mit Sitz in Minsk.

## Geschichte
Das Team wurde zur Saison 2021 auf Initiative der Stark Company, eines russischen Anbieters von Bergbauausrüstung, in Zusammenarbeit mit dem nationalen Trainingszentrum in Belarus gegründet. Namensgeber des Teams ist BelAZ, dessen Fahrzeuge auch durch die Stark Company vertrieben werden.
Kern des Teams ist das belarussische Bahnrad-Team, als sportlicher Leiter konnte der ehemalige Radrennfahrer und Weltmeister Wassil Kiryjenka gewonnen werden. In der Saison 2021 war das Team im Besitz einer Lizenz als UCI Continental Team.

## Erfolge
2021
| Datum      | Rennen                              | Kat. | Fahrer         |
| ---------- | ----------------------------------- | ---- | -------------- |
| 15. Juni   | NM Belarus – Einzelzeitfahren (U23) | NC   | Dsjanis Masur  |
| 7. Februar | Grand Prix Gazipaşa                 | 1.2  | Raman Zischkou |

## Platzierungen in der UCI-Weltrangliste
| Saison | Mannschaftswertung | Fahrerwertung         |
| ------ | ------------------ | --------------------- |
| 2021   | 108.               | Raman Zischkou (710.) |